# Кисела киша
Кисела киша је киша или било која друга падавина загађена сумпор диоксидом, азотним оксидима и другим хемијским једињењима. Док је уобичајена pH вредност кише око 5,5, pH вредност киселе кише је између 4 и 4,5. То значи да она садржи отприлике 40 пута више киселине од обичних падавина. То може имати штетне ефекте на биљке, водене животиње и инфраструктуру. Киселе кише настају емисијама сумпор-диоксида и азот-оксида, који реагују с молекулима воде у атмосфери и стварају киселине. Неке владе су вршиле напоре од 1970-их да се смањи испуштање сумпор-диоксида и азот-оксида у атмосферу, и та настојања су имала позитивне резултате. Азотни оксиди се могу такође произвести природним ударима муња, а сумпор диоксид се ствара вулканским ерупцијама. Показало се да кисела киша има штетне утицаје на шуме, неслане воде и тло, убијајући инсекте и водене облике живота, узрокујући љуштење боје, корозију челичних конструкција као што су мостови, и оштећења камених зграда и статуа, и има утицаја на људско здравље.

## Дефиниција
„Кисела киша” је популаран израз који се односи на депозицију смеше влажних (киша, снег, суснежица, магла, вода облака и роса) и сувих (закишељујуће честице и гасови) киселих састојака. Дестилована вода, након уклањања угљен-диоксида, има неутралан pH од 7. Течности са pH мањим од 7 су киселе, а оне са pH већим од 7 су алкалне. „Чиста” или незагађена киша има кисели pH, али обично не нижи од 5,7, јер угљен диоксид и вода у ваздуху реагују заједно да формирају угљену киселину, слабу киселину, према следећој реакцији:
H2O (l) + CO2 (g) ⇌ H2CO3 (aq)
Угљена киселина затим може да јонизује воду формирајући ниске концентрације карбонатних и хидронијум јона:
H2O (l) + H2CO3 (aq) ⇌ HCO3− (aq) + H3O+ (aq)
Незагађена киша исто тако може да садржи друге хемикалије које могу да утичу на њен pH (ниво киселости). Чест пример је азотна киселина која настаје електричним пражњењем у атмосфери, попут муње. Депозиција киселине као питање животне средине (о коме ће се расправљати у даљем тексту) укључује додатне киселине које нису H2CO3.

## Историја
Термин киселе кише први пут је употребљен у Енглеској у Манчестеру да би се описало стање ваздуха у атмосфери. Тај појам је донекле неподесан, јер се киселински прекурзори могу преносити и снегом и градом, маглом, измаглицом, облацима, па и прахом. Данас се све више користи термин киселе падавине.
Корозиван утицај загађеног, киселог градског ваздуха на кречњак и мермер приметио је у 17. веку Џон Евелин, који је напоменуо лоше стање Арунделског мермера. Киселе кише утичу и оштећују многе споменике културе и фреске које су изложене атмосферским падавинама. Од индустријске револуције, емисија сумпор-диоксида и азот-оксида у атмосферу је повећана. Роберт Ангус Смит је први показао однос између киселе кише и загађења атмосфере у Манчестеру у Енглеској 1852. године.
Крајем 1960-их научници су почели да широко посматрају и проучавају овај феномен. Израз „кисела киша” је сковао 1872. године Роберт Ангус Смит. Канађанин Харолд Харви био је међу првима који су истражили „мртво” језеро. У почетку су главни фокус у истраживању били локални ефекти киселих киша. Валдемар Кристофер Брегер био је први који је указао на транспорт загађивача на веће удаљености који прелазе границе из Уједињеног Краљевства у Норвешку. Јавна свест о киселој киши у САД-у повећала се током 1970-их након што је Њујорк тајмс објавио извештаје из Експерименталне шуме Хабард Брук у Њу Хемпширу о штетним утицајима средине који су последица киселих падавина.
Повремена очитавања pH у киши и води магле која су знатно испод 2,4 су забележена у индустријализованим областима. Индустријска кисела киша је значајан проблем у Кини и Русији и областима низводно од њих. Сва ова подручја сагоревају угаљ који садржи сумпор да би створили топлоту и електричну енергију.

## Особине
Киша и снег имају природну киселост, али загађивањем атмосфере њихова киселост може да се повећа и до 1000 пута.  Обична киша је благо кисела; слаба киселина у кишници може да нагризе кречњак у грађевинама и статуама, јер је кречњак базног састава.
Киша може и да реагује с отпадним гасовима које испуштају електране, аутомобили и фабрике. Кад се то деси, пада у виду слабе сумпорне или азотне киселине и назива се киселом кишом. После неког времена, кисела киша полако затрује језера и водотокове, угрожавајући биљни и животињски свет у тим крајевима. Из тог разлога, људи настоје да смање количину отпадних гасова које индустријске земље испуштају у ваздух.  

### Директан и индиректан ефекат киселе кише
Киселе кише имају два ефекта на биљни свет, а сами тим и на животињски свет - директни ефекат (директан додир са капима кише - појава опекотина на кожи, одумирање биљака) и индиректни ефекат (спречавање размножавања биљака). 
- Индиректни ефекат подразумева загађивање земљишта и уништавање листова биљака. Лист под утицајем сумпорне и азотне киселине из киселих киша прво пожути, а после полако трули и опада, невезано од годишњих доба ; док се исти процес дешава са цветом, у пролеће, и са плодовима биљака у лето, чиме се директно угрожава њихово опрашивање или размножавање ; што може довести до потпуног истребљења таквих врста.

- Директан ефекат је када капи кише падну на одређени део коже, крзна или пак стабла без ког тај изданак биљке умире; невезано за оплодњу или опрашивање. Код људи и животиња, кисела киша може довести до разних екцема на кожи, опекотина и свега осталог што доноси директно стављање отровних киселина као што су сумпорна и азотна, на своју кожу. Ако на стабло биљке падну капи киселе кише оно се суши, и ако није реч о великим, издржљивим стаблима, потпуно одумире.

### Узрочници киселих киша
Главни узрочници киселих киша су термоелектране, дим као последица грејања и издувни гасови који се стварају у саобраћају. Киселе кише обично изазивају штете далеко од својих стварних извора. Киселе кише озбиљно загађују воде којима се драстично смањује pH. Велико смањење pH вредности доводи до изумирања микроорганизама, а јавља се и проблем питке воде.
Загађење из ваздуха преноси се до земље и слива се у површинске и подземне токове. Киселе кише су један од главних разлога смањења залиха питке воде на светском нивоу.
Вулканске ерупције, шумски и други пожари такође утичу да се у атмосферу уносе материје које проузрокују стварање киселих падавина.

## Хемијске реакције
Део сумпор-диоксида унетог у атмосферу оксидише се и прелази у сумпорну киселину, једну од најјачих киселина. Други део сумпор-диоксида који дође у контакт са површином воде (реке, језера, мора и др)раствара се у њој и практично одмах претвара у сумпорну киселину. Део сумпор-диоксида упиће лисна маса шума и остала вегетација. Један део сумпор-диоксида се раствара у капљицама воде у атмосфери из којих се формирају падавине. У њим он такође прелази у сумпорну киселину. Исто тако у њима може и да се раствори већ настала сумпорна киселина. Када ове капљице формирају кишне капи, добијамо кисели кишу. Она је у ствари раствор киселине која не прија ни живим врстама ни неживим формама на земљи.
Концентрација киселости падавина не зависи само од концентрације сумпор-диоксида. На њу утиче присуство других супстанци у ваздуху, а нарочито оксиди азота, односно азотне киселине која се формира у кишним капима. Присуство оксида метала или карбоната, амонијака и сличних једињења доводи до неутрализације киселине у мањој или већој мери.Они са киселинама дају соли умањујући киселост кише. Ипак и те соли су штетне на живи свет. Неке соли тешких метала су канцерогене и доприносе раку плућа. 
Осим сумпорне, сумпорасте и азотне киселине у атмосфери се стварају и хлороводонична киселина, фосфорна и друге киселине које повећавају концентрацију киселих падавина.

### Киселе кише у шумама
Киселе кише настају када се слободни неметални оксиди сумпора и азоте вежу са воденом паром у атмосфери падају на земљу. Оне представљају главни узрок одумирања шума јер се сумпор-диоксид у реакцији са водом претвара у сумпорну киселину која има погубно деловање на читаву флору. Сумпорна киселина ремети процес фотосинтезе што има за последицу оштећење лишћа и одумирање шума. Киселина отапа хранљиве састојке који су биљкама потребни за изградњу ћелија и доспева у корење и лишће и на тај начин оштећује ткива.

## Киселе кише у Србији
Србија није толико развијена земља у том погледу, и због тога код нас нема киселих киша. Једино место у Србији где су падале киселе кише од киселина које смо ми сами произвели јесте Панчево, јер има неколико термоелектрана, и једино оно може да 'задовољи услове' за прављење киселих киша. Оне су биле малог домена и нису биле превише штетне за биљни и животињски свет.
Постоји и забележени случајеви пада киселих киша у унутрашњости Србије.
Наиме, те кише су донели ветрови чак из средње Европе, највероватније из Немачке, где су због присутности разних индустрија загађења огромна, и зато што се у тим, најчешће хемијским индустријама за отпад сматрају сумпорна и азотна киселина, као и остале штетне киселине.